# Böhmische Landesämter
Die Landesämter im Königreich Böhmen gingen aus den Hofämtern der Krone hervor. Ursprünglich besetzten die Könige diese Ämter nach eigenem Belieben, und die Inhaber hatten dem Monarchen bei der Besorgung seines Haushalts, der Verwaltung der königlichen Güter und der Regierung des Landes zu dienen.
Als die Macht des Königtums infolge der hussitischen Revolution verfiel, wandelte sich der Charakter dieser Ämter, sie wurden zu Landesämtern, die der König nur mehr unter Berücksichtigung der Wünsche der Landstände besetzen konnte. Die ständischen Amtsträger agierten zunehmend unabhängiger vom Landesherren, und die Landesämter wurden zu wichtigen Machtinstrumenten des böhmischen Adels, vor allem des böhmischen Hochadels.
Die einzelnen Ämter wurden in der so genannten Vladislavschen Landesordnung von 1500 benannt. Dort ist auch verzeichnet, welcher der beiden adeligen Stände Anspruch auf die Besetzung hatte.
Folgende Landesämter existierten im 15. und 16. Jahrhundert:
| Landesamt            | Hauptaufgabe                                                          | Besetzung                                    |
| -------------------- | --------------------------------------------------------------------- | -------------------------------------------- |
| Oberstburggraf       | Verwaltung des Hradschin                                              | Mitglied des Herrenstands                    |
| Burggraf             | Hauptmann auf der Burg Karlštejn                                      | Mitglied des Ritterstands                    |
| Burggraf von Glatz   | königlicher Beamter bzw. Statthalter des Königs auf der Burg in Glatz | häufig Mitglieder des hohen böhmischen Adels |
| Oberstkanzler        | Leitung der Hofkanzlei                                                | Mitglied des Herrenstands                    |
| Vizekanzler          | Stellvertreter d. Oberstkanzlers                                      | Herren- oder Ritterstand                     |
| Oberstlandkämmerer   | Verwaltung des Kammerguts, Böhmische Kammer                           | Mitglied des Herrenstands                    |
| Unterkämmerer        | Steuerwesen                                                           | Mitglied des Ritterstands                    |
| Oberstlandhofmeister | Verwaltung des königl. Haushalts                                      | Mitglied des Herrenstands                    |
| Oberstlandrichter    | Vorsitz beim Landrecht                                                | Mitglied des Herrenstands                    |
| Unterlandrichter     | Stellvertreter des Oberstlandrichters                                 | Mitglied des Ritterstands                    |
| Oberstlandschreiber  | Vorsteher der Kanzlei des Landrechts                                  | Mitglied des Ritterstands                    |
| Oberstmarschall      |                                                                       |                                              |
| Oberlandeshauptmann  | Statthalter des böhmischen Königs in Schlesien (bis 1741)             | Mitglied des Fürstenstandes                  |

Wie es für das Mittelalter typisch war, gab es keine klaren Aufgabenbeschreibungen und Kompetenzabgrenzungen zwischen den Landesämtern. Es hing von den jeweiligen Amtsinhabern und der politischen Situation ab, wie weit die Macht der einzelnen Amtsträger reichte. So hatte Anfang des 16. Jahrhunderts der Oberstburggraf Zdeniek Lev von Rosental, eindeutig die führende Position, während in der zweiten Hälfte des 16. Jahrhunderts der Oberstkanzler das größte Gewicht hatte.
Die Inhaber der böhmischen Landesämter waren keine Behördenchefs oder Minister im modernen Sinne. Das für die Erfüllung ihrer Aufgaben notwendige Personal mussten sie zum Teil selbst anstellen und besolden. Nur die Hofkanzlei verfügte über festes Personal und war wie eine Behörde organisiert. Ebenso wenig bildeten die böhmischen Landesoffiziere, wie man die ständischen Amtsträger auch nannte, ein kollegiales Regierungsorgan. Vielmehr agierten sie ziemlich unabhängig voneinander.

## Änderungen durch die Verneuerte Landesordnung
Auch nach der Niederlage des böhmischen Ständeaufstands im Jahr 1620 blieben die Landesämter in der Verneuerten Landesordnung weiter bestehen. Nur wurden sie jetzt vom König nach Gutdünken mit seinen Parteigängern besetzt.
In der Auseinandersetzung mit den Ständen führte König Ferdinand I. zusätzlich rein königliche Ämter bzw. Behörden ein, auf die nur er selbst Zugriff hatte. Es waren dies seit 1527 die Böhmische Kammer mit einem Kammerpräsidenten an der Spitze, die für die Finanzen der königlichen Güter auf dem Gebiet Böhmens und der Länder der Wenzelskrone zuständig war und seit 1547 der Statthalter, der den König in Abwesenheit zu vertreten hatte. Zudem verlegte er die Böhmische Hofkanzlei nach Wien.
In der Verneuerten Landesordnung von 1627 schrieb der König sich das Ernennungsrecht der obersten Amtsträger des Königreichs Böhmen zu, die laut Verfassung in Oberste Landesoffiziere im Königreich Böhmen umtituliert und deren Amtszeit auf 5 Jahre beschränkt wurden. Außerdem wurden die bislang nicht zu den obersten Amtsträgern zählenden Präsidenten der einzigen ausgesprochen landesherrlichen Verwaltungsinstitutionen, des Appellationsgerichts und der böhmischen Kammer, zu Oberstlandesoffizieren ernannt. Damit erhöhten sich die bisherigen zehn obersten Landesämter auf zwölf. Ihrer Rangabstufung nach waren dies die des Oberstkanzlers, Oberstburggrafen, des Oberstlandhofmeisters, Oberstlandmarschalls, Oberstlandkämmerers, Oberstlandrichters, Obersthoflehenrichters, Oberstlandschreibers, Landesunterkämmerers und des Burggrafen von Königgrätz.
Trotz dieser Versuche, die Inhaber der obersten Landesämter nicht nur an den Landesherrn zu binden, sondern diesem einen bestimmenden Einfluss auf sie zu ermöglichen, blieb es bei der bisher herrschenden Observanz (Gewohnheitsrecht), die Chargen bestimmten bevorrechteten Geschlechtern vorzubehalten. Der neue Adel hatte in der Regel erst dann die Chance, in deren Stellungen einzurücken, wenn ein altes Geschlecht ausstarb. Selbst die königlichen Landesämter wurden weiterhin mit ständischem Adel besetzt, denn in Böhmen gab es weder einen Beamtenadel noch kein Berufsbeamtentum und auch der geschulte Beamte fand erst ganz vereinzelt zunächst in den Wiener Zentralbehörden Eingang.
Erst die Staatsreformen im 18. Jahrhundert unter der böhmischen Königin Maria Theresia ersetzte die Landesämter durch moderne Behörden, mit einer Professionalisierung der Beamtenschaft bei verstärkter Einbeziehung bürgerlicher Akademiker anstatt adeliger Funktionsträger, für die bisher die leitenden Posten reserviert waren.